# Maripasoula
Maripasoula és un municipi francès, situat a la regió d'ultramar de la Guaiana Francesa. L'any 2006 tenia 4.507 habitants. Limita al nord amb Papaïchton i Saül, a l'est amb Camopi, al sud amb l'estat d'Amapá (Brasil) i a l'oest amb Surinam. La majoria de la població són aluku o boni, ètnia formada per antics esclaus cimarrons, però també hi ha amerindis wayana, criolls, brasilers i haitians.

En roig el territori comunal de Maripasoula.

## Geografia
El seu punt més alt és la muntanya Bellevue d'Inini, a 851 metres d'altitud. És la comuna més extensa de França, i una de les menys densament poblades. En comparació, la comuna és comparable en grandària a la regió de Llemosí. La seva superfície és d'aproximadament un 21,2% de la de Guaiana. Just al sud de la comuna hi ha els poblats amerindis d'Antécume-Pata, Élahé, Pidima, Kayodé i Talhuen-Twenke (ubicat a la zona restringida). Les principals alçàries són:
- Bellevue de l'Inini (851 m)
- Mont Itoupé (830 m)
- Mont Mitaraka (670 m) a l'extrem sud, vora la frontera amb Brasil

## Demografia
| 1962                                       | 1968 | 1975 | 1982  | 1990  | 1999  |
| ------------------------------------------ | ---- | ---- | ----- | ----- | ----- |
| 606                                        | 646  | 884  | 1.007 | 1.748 | 3.710 |
| Des de 1962: població sense dobles comptes |      |      |       |       |       |

## Administració
| Període   | Identitat    | Partit |
| --------- | ------------ | ------ |
| 2008-2014 | Tobie Balla  |        |
| 2014-     | Serge Anelli |        |

## Història
El 1947 fou fundat la vila de Maripa-Soula, que el 1950 esdevingué centre administratiu i el 1968 comuna.